# Dahong Bao’en
Dahong Bao’en (chiń. 大洪報恩, pinyin Dàhóng Bào’ēn; kor. 대홍보은 Taehong Poŭn, jap. Taikō/Daigu Hōon, wiet. Đại Hồng Báo Ân; ur. 1058, zm. 1111) – chiński mistrz chan szkoły caodong, uczeń mistrza chan Touziego Yiqinga.

## Życiorys
Dahong jeszcze przed 20 rokiem życia zdał egzaminy wojskowe i został wysłany na posterunek w Baidu. Jednak po jakimś czasie zrozumiał, że ten rodzaj życia nie zadowala go i wyraził życzenie zostania mnichem. Ostatecznie sam cesarz Shenzong osobiście spełnił jego życzenie, ordynował go na mnicha i nadał mu imię Bao’en.
Po zostaniu mnichem Bao’en podróżował po wielu buddyjskich centrach. W końcu usłyszał o mistrzu Touzim Yiqingu i jego nauczanie wydało mu się na tyle atrakcyjne, że rozpoczął u niego praktykę chanu.
W jakiś czas potem podczas rozmowy z mistrzem osiągnął oświecenie. Bao’en pozostał z mistrzem jeszcze przez kilka lat aż do jego śmierci.
Odszedł z klasztoru i rozpoczął wędrówkę po klasztorach chanu. Z biografii wiadomo, że spotkał się z takimi wybitnymi mistrzami tego czasu jak Fayun Faxiu (1027–1090) i Yuanzhao Zongben (1020–1100). Obaj należeli do szkoły yunmen i potwierdzili jego zdolności i osiągnięcie.
Prawdopodobnie w 1094 r. gubernator prefektury Henan – Han Zhen (1019–1097) – zaprosił Bao’ena do zostania opatem klasztoru Szaolin na Song Shan. Jeszcze w tym samym roku został wyznaczony opatem dziedzicznego klasztoru na górze Dahong w Suizhou, który właśnie został zamieniony na publiczny. Był to duży klasztor, który podupadł i wymagał bardzo zdolnego mistrza do przywrócenia mu poprzedniej chwały.
W 1103 r. cesarskim edyktem Bao’en został wyznaczony na opata klasztoru Fayun w stolicy, którą był wówczas Kaifeng. Było to więc bardzo prestiżowe stanowisko. Jednak Bao’en wolał znacznie spokojniejsze i oddalone od władzy miejsca, i poprosił o zwolnienie z tego stanowiska po niecałym roku. Dwór bardzo niechętnie wyraził w końcu zgodę i Bao’en prawdopodobnie w 1006 r. został opatem klasztoru na pobliskiej górze Dahong (z którego odszedł w 1104 r. jego brat w Dharmie – Furong Daokai).
W klasztorze tym mistrz pozostał do śmierci.

## Uczniowie i znaczenie mistrza
W czasie swojego życia mistrz dorównywał, a może nawet przewyższał sławą Furonga Daokaia. Jednak historia wykazała, że uczniowie Furonga okazali się bardziej dynamiczni i główna linia przekazu okazała się właśnie linią Furonga. Ta linia została przeniesiona do Japonii przez Dōgena.
Mistrz Bao’en dokonał ordynacji 131 nowicjuszy. Miał 13 oświeconych uczniów, którzy zostali opatami publicznych klasztorów.
Mistrz należał do pokolenia spadkobierców mistrza Yiqinga, którzy zrewitalizowali całkowicie podupadłą szkołę chanu caodong.
Wiadomo, że napisał kilka tekstów – niestety żaden z nich się nie zachował. Były wśród nich jego zapisane nauki. Jednak mistrza interesowała także monastyczna czystość i właściwe procedury ordynacyjne. Inne jego prace, takie jak Shou putixin jiewen (Otrzymywanie wskazań bodhisattwy), Loufa shoujie yiwen (Ceremonie tonsury i przyjmowania wskazań), są wyrazem tych jego zainteresowań. Inną pracą była 3-tomowa Caodong zongpai lu (Zapisy linii przekazu caodong).
Mistrz miał także bliskie relacje z intelektualistami tego okresu, co było konieczne w rewitalizacji szkoły
Jednym z głównych pól działań Bao’ena (tak jak i Furonga), było potwierdzenie prawomocności linii przekazu związanej z ich mistrzem Yiqingiem. Było to krytyczne dla ich statusu, a tym samym całej szkoły cadong. Dlatego sprawa przekazu Dharmy nauczycielowi Furonga, Dayangowi Jingxuanowi, była priorytetowa. Zaowocowało to wieloma biografiami Yiqinga.

## Linia przekazu Dharmy zen
Pierwsza liczba oznacza kolejność pokoleń od Pierwszego Patriarchy chan w Indiach Mahakaśjapy.
Druga liczba oznacza kolejność pokoleń od Pierwszego Patriarchy chan w Chinach Bodhidharmy.
Trzecia liczba oznacza początek nowej linii przekazu w innym kraju.
- 34/7. Qingyuan Xingsi (660–740)
- 35/8. Shitou Xiqian (700–790) autor poematu Cantong qi
- 36/9. Yueshan Weiyan (751–834) (także Yaoshan)
- 37/10. Yunyan Tansheng (770–841)
- 38/11. Dongshan Liangjie (807–869) Szkoła caodong
  - 39/12. Yunju Daoying (zm. 902)
    - 40/13/1. Sŏngak Hyŏngmi (864–917) Korea
    - 40/13/1. Chinch'ŏl Iŏm (869–936) Korea. Szkoła sumi san
    - 40/13. Tong’an Daoying (Daopi)(bd)
      - 41/14. Tong’an Guanzhi (bd)
        - 42/15. Liangshan Yuanguan (bd)
          - 43/16. Shimen Huiche (bd)
          - 43/16. Dayang Jingxuan (943–1027) (także Jingyan)
            - 44/17. Yinyang Qingpou (bd)
            - 44/17[a]. Fushan Fayuan[4] (991–1067) (także Yunjian)
              - 45/18. Touzi Yiqing (1032–1083)
                - 46/19. Puxian Biao (bd)
                - 46/19. Dahong Bao’en (1058–1111)
                  - 47/20. Tongfa (1082–1140)
                  - 47/20. Dahong Shanzhi (bd)
                  - 47/20. Qingdan (bd)
                  - 47/20. Jingyuan Shousui (1072–1147)
                    - 48/21. Dahong Qingxian (1103?–1180)

                - 46/19. Furong Daokai (1043–1118)
                  - 47/20. Danxia Zichun (1064–1119)
                    - 48/21. Hongzhi Zhengyue (1091–1157) (także jako Tiantong), autor Congrong lu
                      - 49/22. Jingyin Kumu (bd)
                      - 49/22. Liaotang Siche (bd)
                      - 49/22. Sizong (1085–1153)
                      - 49/22. Zhide Huihui (1097–1183)

                    - 48/21. Huizhao Qingyu (1078–1140)
                    - 48/21. Zhenxie Qingliao (1088–1151)
                      - 49/22. Tiantong Zongjue (1091–1162)
                        - 50/23. Xuedou Zhijian (1105–1192)
                          - 51/24. Tiantong Rujing (1163–1228)
                            - 52/25/1. Dōgen Kigen (1200–1253) Japonia. Szkoła sōtō